# Östersund
Östersund (Ausspracheⓘ; südsamisch: Staare für „die große Stadt“ oder veraltend: Luvlieluspie) ist eine Stadt mit knapp 50.000 Einwohnern (2015) in der schwedischen Provinz Jämtlands län und der historischen Provinz Jämtland.
Die Stadt liegt ungefähr in der Mitte Schwedens am See Storsjön und ist Residenzstadt der Provinz und Hauptort der gleichnamigen Gemeinde. Ein kleiner Teil der Stadt mit 790 Einwohnern auf einer Fläche von 93 Hektar (2015) gehört zur nördlichen Nachbargemeinde Krokom.

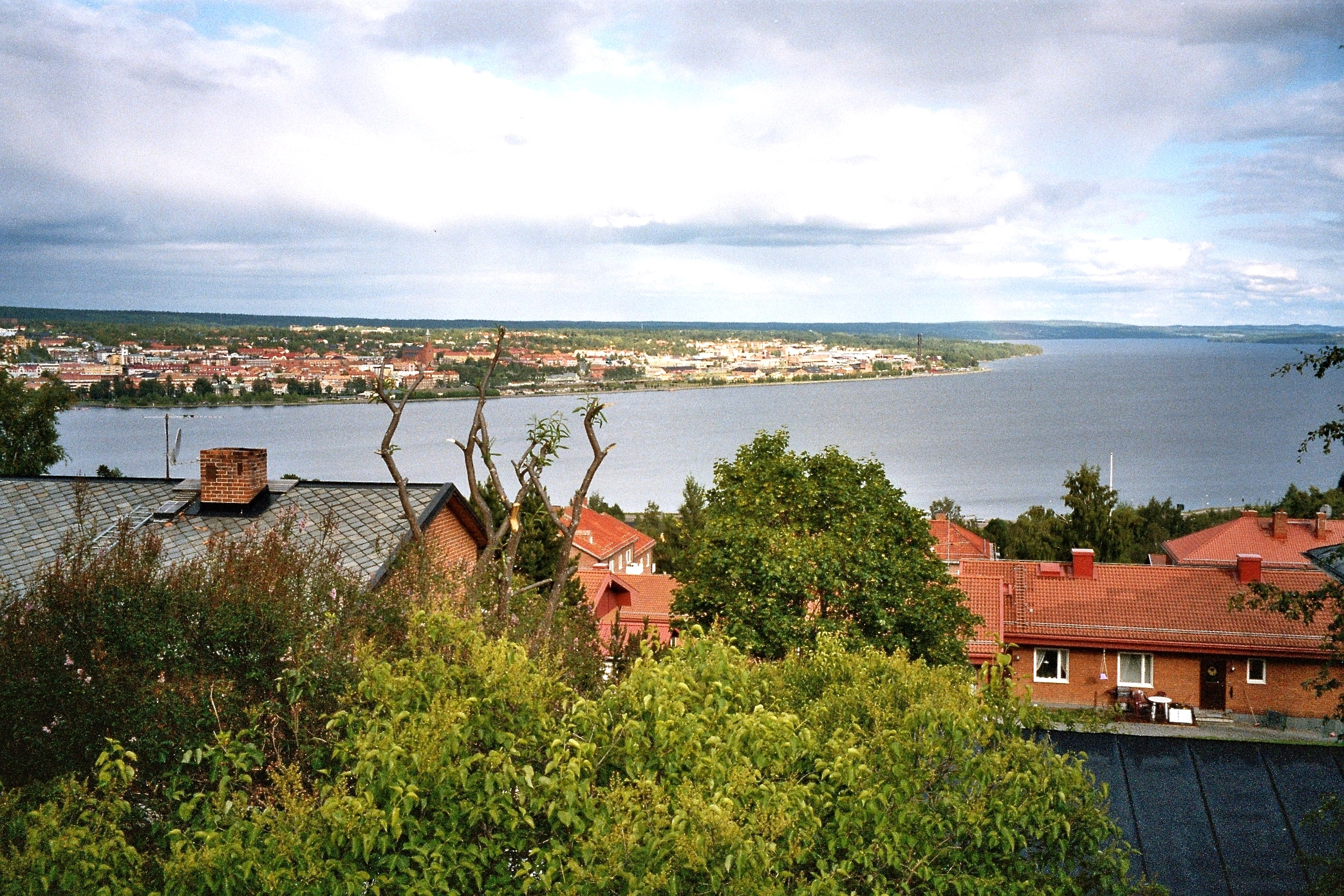
Blick über Östersund von Frösön aus

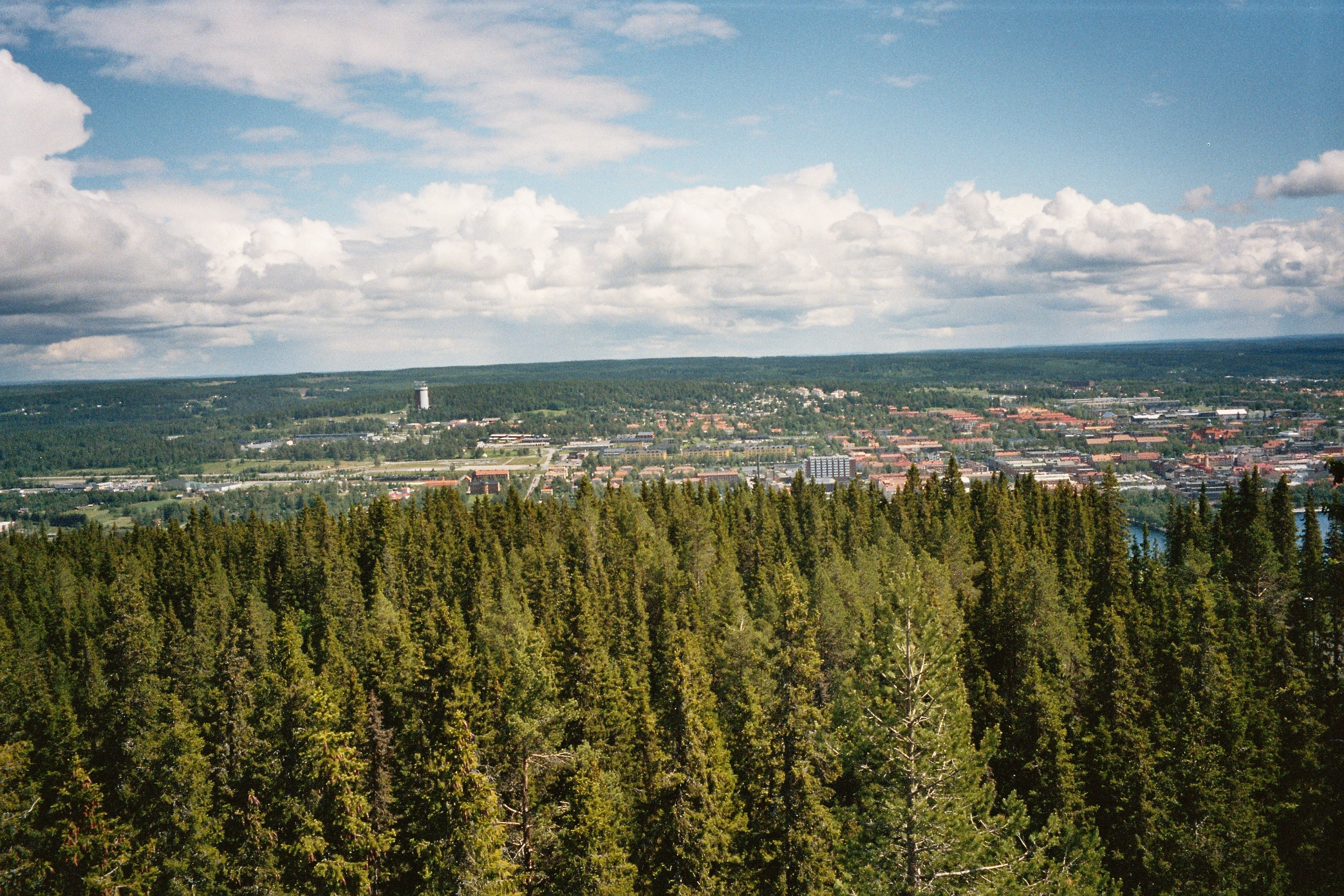
Östersund, Blick gegen Norden

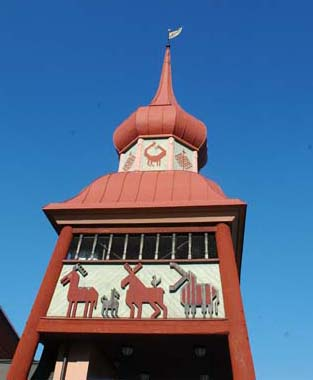
Eingang des Jamtli-Museums

## Geschichte

### Bis 1500
Auf der der Stadt vorgelagerten Insel Frösön steht der Frösöstein, der nördlichste Runenstein Schwedens, der die Christianisierung Jämtlands bezeugt.

### 1500 bis 1700
Schon im 16. Jahrhundert, als sich Schweden immer mehr zu einem selbstständigen Staat entwickelte, versuchten dessen Machthaber ihren Einfluss auf Jämtland auszuweiten. In den Jahren 1585 (Härnösand) beziehungsweise 1621 (Sundsvall) entstanden Städte an der Nordostküste Schwedens, die den weit verbreiteten bäuerlichen Handel kontrollieren sollten. Diese anfänglich noch kleinen Orte hatten wenig Erfolg, da die Beziehungen zwischen den Regionen Trøndelag und Jämtland sehr starke Wurzeln hatten und es auch einen Widerwillen der örtlichen Bevölkerung gegen staatliche Zentralisierung gab.
Die staatlichen Behörden planten schon kurz nach der Übernahme Jämtlands von Dänemark-Norwegen im Jahr 1645 eine Stadt oder eine Minderstadt (Köping) im Zentrum der Provinz. Königin Christina verlangte die Errichtung einer zweiten Schanze auf der Insel Andersön, die neben der bestehenden Anlage auf Frösön eine Kontrolle der Provinz ermöglichen sollte. Christina plante in diese Festung eine „Stadt der Jämtländer“ zu integrieren. Um diese Anlage zu errichten, wurde die lokale Bevölkerung ab 1651 zur Zwangsarbeit gerufen, doch aufgrund von Protesten und Mangel an Kapital stellte man die Arbeiten 1654 ein. Dazu kam eine kräftige Revolte im Gebiet des Storsjön im Jahr 1655 und die zeitweilige Rückeroberung des Gebietes 1677 durch Dänemark-Norwegen im Verlaufe des Schonischen Krieges.

### 1700 bis 1850
1758 gewann die Idee einer Stadt in Jämtland neues Leben. Diesmal kam die Initiative von Privatpersonen, da die Behörden keinen Bedarf für die Errichtung einer Stadt sahen. Vor allem die vorher genannten Städte in Norrland verlangten nun nach einer schwedischen Stadt in Jämtland, um den lukrativen Grenzhandel der hiesigen Bauern nach Norwegen zu stoppen. Die Bewohner vernachlässigten oft die eigentliche Landwirtschaft um sich längeren Handelsreisen zu widmen. Eine Stadt sollte dafür sorgen, dass die benötigten Waren zur schwedischen Küste geleitet werden. Auch aus militärischer Sicht war eine befestigte Stadt in Jämtland von Vorteil, da Schweden seine Großmachtstellung verloren hatte und auch im Norden angreifbar war.
Mit der Ausstellung der offiziellen Gründungsurkunde für die noch nicht existierende Stadt gab König Gustaf III. im Jahr 1786 dem Landvermesser, Astronomen und Heimatforscher Johan Törnsten (1738–1796) den Auftrag zur Errichtung der Stadt. Zwei Jahre später waren die ersten Pläne fertig. Als Bauland dienten die äußeren Güter der Bauern aus dem nahen Odensala. Zu dieser Zeit gab es nur die Hauptstraße und die Brücke nach Frösön, dem damaligen Zentrum Jämtlands.
Törnsten ließ sich im 15 km entfernten Ort Brunflo nieder, wo er bis zum Lebensende wohnte. Obwohl er bei den neuen Bürgern Östersunds nicht besonders beliebt war, wurde eine Straße nach ihm benannt, die Törnstensgränd. Törnstens ursprünglicher Stadtplan kann heute in Steinplatten eingraviert beim Eingang des Rathauses besichtigt werden.
Die Gründung Östersunds lag im Geiste der Zeit. Auch in anderen nordeuropäischen Ländern entstanden Städte in vorher rein ländlichen Gebieten. Ungefähr gleichzeitig wurden in Finnland Tampere, Kuopio und Kaskinen erschaffen und das isländische Reykjavík erhielt ebenfalls 1786 seine Stadtrechte.
Die Stadt entwickelte sich nur langsam, und als Östersund 1810 Residenzstadt der Provinz Jämtland wurde, hatte sie nur 200 Einwohner.

### 1850 bis 2000
Einen wirtschaftlichen Aufschwung und damit auch eine Bevölkerungszunahme verdankte Östersund zunächst der Holzindustrie und später dem Anschluss an die Inlandsbahn 1879. Als Alternative zur Auswanderung nach Amerika, suchten viele Schweden im 19. Jahrhundert ihr Glück in Östersund in der aufsteigenden Holzindustrie. Sie machte die Stadt reich und trug zum Anstieg der Bevölkerung bei. Das Leben war dennoch recht hart für die neuen Zuzügler. Im Jamtli-Museum können die Jahre der Hungersnöte eingesehen werden. Selbstgebrannter Alkohol war eine der häufigsten Todesursachen in der Gegend. Man trank, um den harten Alltag zu vergessen, um Feste zu feiern und zu vielen anderen Gelegenheiten. Östersund entwickelte sich vor allem zu einem Verwaltungs- und Dienstleistungszentrum für das umliegende Land und zu einer wichtigen Garnisonsstadt. Im Zuge der Reduzierung der Armeeeinheiten durchläuft die Stadt zurzeit einen Strukturwandel.

### Seit 2000
Von November 2010 bis Februar 2011 war das kommunale Leitungswasser, das aus dem Storsjön genommen wird, mit Kryptosporidien verunreinigt, wodurch ein Viertel der Bevölkerung über Bauchschmerzen klagte, sodass verordnet wurde, Wasser vor dem Trinken zunächst abzukochen.

## Klima
Das Winterwetter ist milder als in anderen Orten auf demselben Breitengrad, da über den Pass beim Ort Storlien warme Atlantikwinde über die Skanden gelangen. Durch dieses in gewisser Weise „maritime Klima“ sind die Sommer verhältnismäßig kühl, obwohl Östersund im Inland liegt. Die Bergwelt Jämtlands nimmt einen großen Teil der Niederschläge auf, bevor sie die Stadt erreichen und so hat die Region um den Storsjön einen gewissen Regenmangel.
|                       | Jan   | Feb   | Mär  | Apr  | Mai  | Jun  | Jul  | Aug  | Sep  | Okt | Nov  | Dez  |   |      |
| Mittl. Tagesmax. (°C) | −5,7  | −3,9  | 1,4  | 5,7  | 13,4 | 18,1 | 19,4 | 18,4 | 12,1 | 6,5 | −0,5 | −3,8 | ⌀ | 6,8  |
| Mittl. Tagesmin. (°C) | −12,4 | −11,1 | −7,5 | −2,3 | 3,1  | 8,3  | 9,7  | 9,1  | 5,0  | 1,3 | −4,8 | −9,2 | ⌀ | −0,8 |
|                       |       |       |      |      |      |      |      |      |      |     |      |      |   |      |
| Niederschlag (mm)     | 35    | 27    | 27   | 31   | 38   | 63   | 81   | 66   | 58   | 47  | 42   | 43   | Σ | 558  |
|                       |       |       |      |      |      |      |      |      |      |     |      |      |   |      |
| Sonnenstunden (h/d)   | 0,8   | 2,0   | 4,0  | 5,6  | 8,1  | 7,4  | 8,0  | 7,4  | 4,2  | 2,5 | 1,0  | 0,5  | ⌀ | 4,3  |
|                       |       |       |      |      |      |      |      |      |      |     |      |      |   |      |
| Regentage (d)         | 9     | 6     | 7    | 6    | 6    | 10   | 11   | 10   | 9    | 8   | 9    | 9    | Σ | 100  |
|                       |       |       |      |      |      |      |      |      |      |     |      |      |   |      |
| Luftfeuchtigkeit (%)  | 89    | 88    | 86   | 79   | 71   | 66   | 75   | 80   | 82   | 88  | 89   | 90   | ⌀ | 81,9 |

| −12,4 |

| −11,1 |

| −7,5 |

| −2,3 |

| 3,1 |

| 8,3 |

| 9,7 |

| 9,1 |

| 5,0 |

| 1,3 |

| −4,8 |

| −9,2 |

| −12,4 |

| −11,1 |

| −7,5 |

| −2,3 |

| 3,1 |

| 8,3 |

| 9,7 |

| 9,1 |

| 5,0 |

| 1,3 |

| −4,8 |

| −9,2 |

## Wappen
Beschreibung: In Blau ein silberner Elchkopf en face (in Vorderansicht).

## Stadtbild

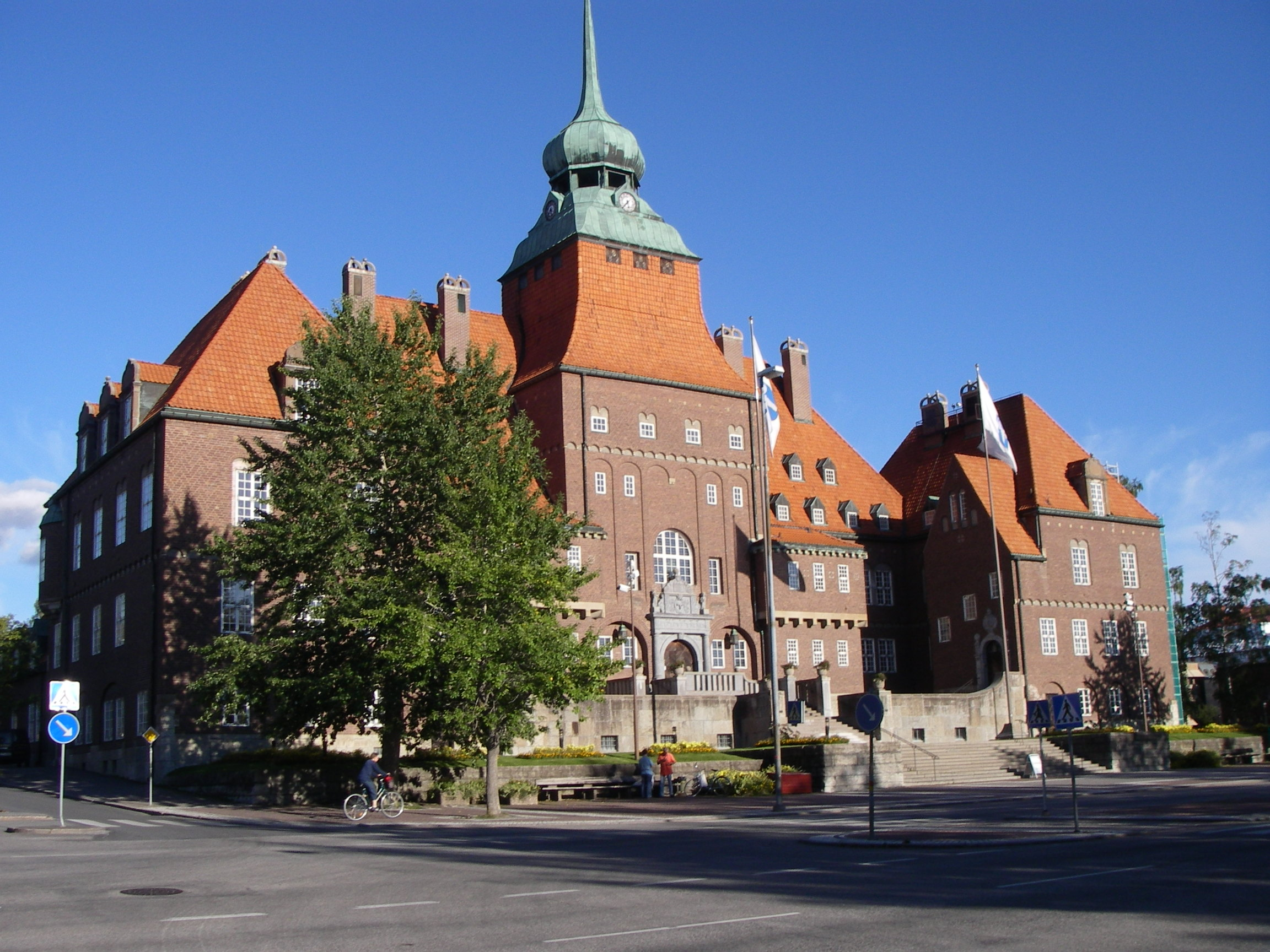
Das Rathaus

Bei der planmäßigen rasterförmigen Errichtung des Ortes entstanden die Straßen in Nord-Süd-Richtung und die Gassen in Ost-West-Richtung. Auch wenn letztere heute teilweise erweitert sind, bezeichnen die Bewohner von Östersund alle Straßen, die zum Storsjön führen, als „Gassen“. So ist heute ein Blick aus der Innenstadt weit über den Storsjön, die Insel Frösön und das jämländische Bergland möglich. Die genannten „Gassen“ haben teilweise eine beachtliche Neigung und werden oft als „Fenster nach Westen“ bezeichnet. Viele der alten Häuser sind in ihrer Bauweise dem starken Gefälle angepasst. Der erste Stadtplan sah eine große Anzahl von Grünflächen vor und obwohl einige von ihnen mittlerweile bebaut sind, ist Östersund eine verhältnismäßig grüne Stadt. Kennzeichnend sind weiterhin eine große Anzahl von Zäunen, die eine Gartenfläche vor den Häusern abgrenzen.
Der zentrale Platz Östersunds (Stortorget) ist einer von sechs „geschlossenen Plätzen“, die in Schweden planmäßig angelegt wurden. Die anderen befinden sich in Uppsala, Karlstad, Vimmerby, Piteå und Haparanda. Der Platz entstand als Aussparungen in vier Wohnvierteln mit Öffnungen in alle Himmelsrichtungen. Diese Bauweise wurde aus der Renaissance übernommen. Der Platz war lange der zentrale Markt und das Herzstück von Östersund. Hier findet jedes Jahr im März der traditionelle Gregoriusmarkt statt und auch das Stadtfest Storsjöyran hat hier sein Zentrum.
Die Bebauung an der Hauptstraße Storgatan zählt zu den am besten erhaltenen in ganz Schweden mit vielen Häusern aus den 1880er Jahren. Die Gebäude sind recht flach und klein und besitzen häufig eine Holzfassade mit vielen Details. Parallel zur Storgatan läuft die Prästgatan, die als Haupthandelsstraße fungiert. Die Häuser dieser beiden Straßen stoßen oft direkt aneinander.

### Stadtteile
Vor der Etablierung Östersunds war die Bebauung in der Region spärlich. Es gab zwei ältere Ansiedlungen, Odensala und Torvalla, doch diese wurden erst recht spät eingemeindet und stellen heute zwei größere Stadtteile dar. Neben diesen gibt es die Ortsteile Karlslund, Körfältet, Lillänge, Lugnvik, Odenskog, Odenslund, Odensvik und Söder sowie den neuen Stadtteil Norr auf dem ehemaligen Kasernengelände.
Auf der Insel Frösön, deren südöstlicher Teil heute zum Stadtgebiet gehört, liegen die Stadtteile Hornsberg, Mjälle und Valla. Diese sind seit 1975 Teil des Tätorts Östersund. 2015 wurden die zuvor eigenständigen, entlang dem südöstlichen Ausläufer des Storsjön liegenden Orte Brunflo, Ope und Optand nach Östersund eingegliedert. Dagegen ist das seit 1995 zu Östersund gehörende Wohngebiet Ängsmon zwischen Torvalla und Optand seit 2015 wieder als separater Tätort ausgewiesen.

## Verkehr

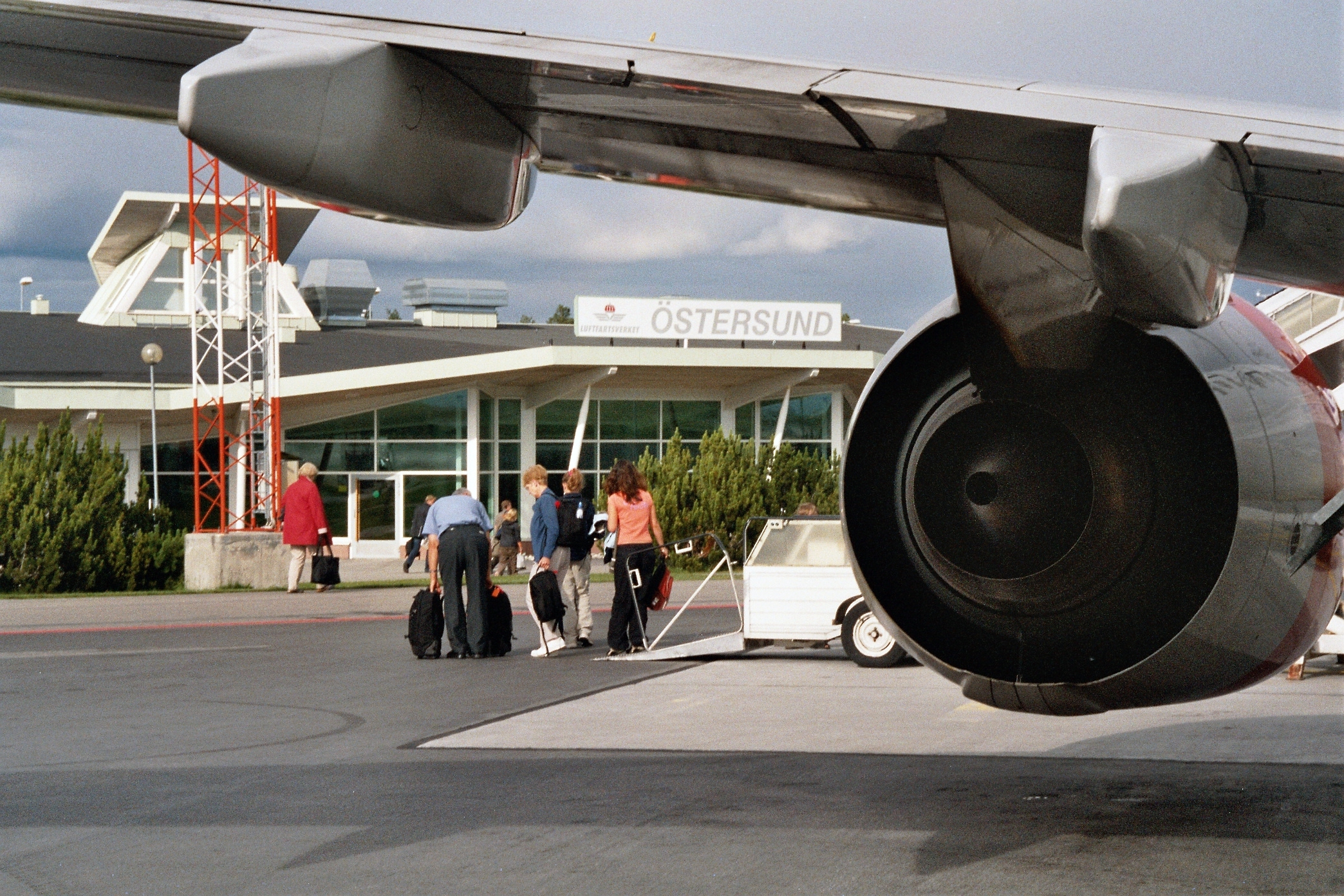
Flughafen Åre Östersund Airport

Bei Östersund treffen sich die Europastraßen E 14 von Trondheim nach Sundsvall und E 45 von Göteborg und Mora nach Gällivare und Karesuando. Von Östersund aus ist mit dem Auto Stockholm innerhalb von fünf bis sieben Stunden und Trondheim in Norwegen innerhalb von drei bis vier Stunden erreichbar.
Weiterhin treffen sich in Östersund die Strecke der touristischen Inlandsbahn von Mora nach Gällivare und die Mittbanan genannte Bahnstrecke Sundsvall–Storlien, die der Stadt einen Anschluss an das schwedische Hochgeschwindigkeitsnetz des X2000 nach Stockholm bietet.
Darüber hinaus gibt es vom auf der Insel Frösön befindlichen Flughafen Åre Östersund Airport sowohl nationale wie auch internationale Flugverbindungen. Die Flugdauer nach Stockholm beträgt dabei eine Stunde. Ferner bestehen regionale Flugverbindungen nach Kiruna, Luleå und Umeå sowie Trondheim in Norwegen.

## Wirtschaft
Im Umspannwerk Midskog östlich von Östersund treffen sechs 380 kV-Leitungen zusammen. Daher versucht sich Östersund als Standort für Rechenzentren zu positionieren.

## Kultur und Bildung

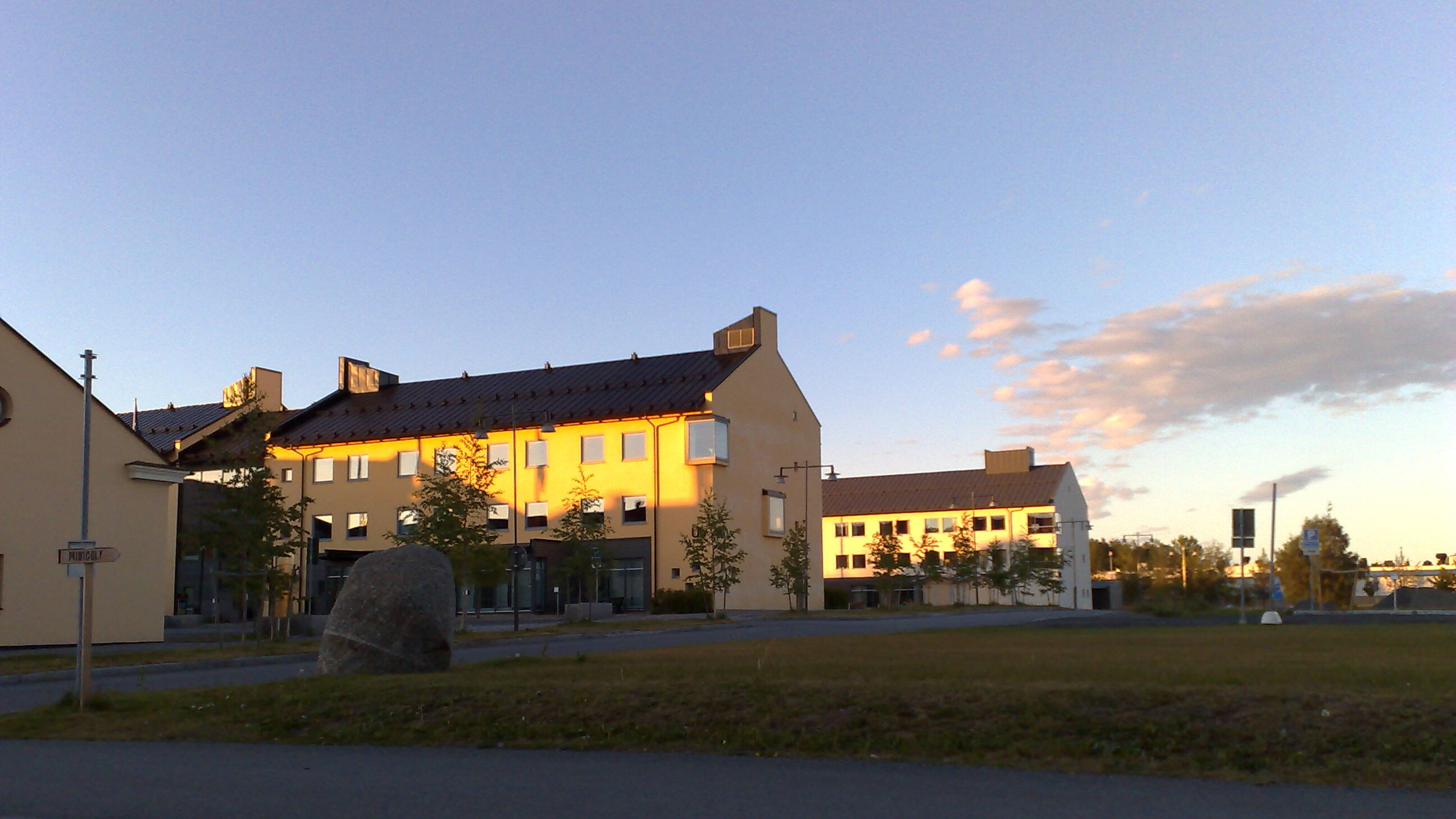
Campus der Mittuniversitet

In Östersund befindet sich ein Campus der Mittuniversitetet. Die 1993 als Mitthögskolan gegründete Hochschule erhielt am 1. Januar 2005 den Status einer Universität und bildet jährlich rund 15.000 Studenten aus. Der Campus in Östersund ist einer von dreien neben denen in Sundsvall und Härnösand.
Mit dem Jamtli, dem Provinzmuseum von Jämtland, hat die Stadt ein Freiluftmuseum über das 18. und 19. Jahrhundert.
Weiterhin gibt es insgesamt 20 Galerien in Östersund.

### Veranstaltungen
Die Stadt ist für das Storsjöyran-Musikfestival bekannt, das jährlich Ende Juli stattfindet. Das dreitägige Straßenfestival verbindet Konzerte sowohl schwedischer als auch internationaler Musikgruppen mit Theateraufführungen und weiteren Aktivitäten. Am 21. Februar 2015 findet hier erstmals der dritte Teil der Vorentscheids-Tournee für das Melodifestivalen 2015 in Stockholm statt.

### Sport
Östersund war Kandidatenstadt für die Olympischen Winterspiele 1994, 1998 sowie 2002 und war im Gespräch als Kandidatenstadt für die Olympischen Winterspiele 2014.
Bislang wurden bereits drei Biathlon-Weltmeisterschaften in Östersund ausgetragen, zum letzten Mal im Jahr 2019. Regelmäßig finden auch Weltcup-Wettbewerbe in Östersund statt.
Der Fußballmannschaft Östersunds FK ist im November 2015 erstmals der Aufstieg in die erste schwedische Fußball-Liga geglückt. 2017 konnte die Mannschaft zusätzlich sogar den Landespokal gewinnen. Außerdem ist in Östersund das American-Football-Team Jamtland Republicans beheimatet.

## Trivia
Am 28. September 1999 wurde der Asteroid (6797) Östersund nach der Stadt benannt.

## Persönlichkeiten

### Söhne und Töchter der Stadt
- Ernst Julius Berg (1871–1941), Rundfunkpionier
- Sven-Olof Jonsson (1893–1945), Turner
- Olle Zetterstrom (1901–1968), US-amerikanischer Skilangläufer
- Stig Sollander (1926–2019), Skirennläufer
- Kim Anderzon (1943–2014), Schauspielerin
- Kristina Persson (* 1945), Politikerin, Ministerin
- Sören Wibe (1946–2010), Ökonom und Politiker
- Rolf Lassgård (* 1955), Schauspieler
- Ulf Dahlén (* 1967), Eishockeyspieler
- Camilla Nilsson (* 1967), Skirennläuferin
- Björn Åberg (* 1968), Freestyle-Skier
- Leif Persson (* 1968), Freestyle-Skier
- Ricard Persson (* 1969), Eishockeyspieler
- Ylva Nowén (* 1970), Skirennfahrerin
- Annika Norlin (* 1977), Sängerin der Indiepop-Band Hello Saferide
- Jimmy Sjödin (* 1977), Wasserspringer
- Jerry Ahrlin (* 1978), Skilangläufer
- Anna Olofsson (* 1981), Snowboarderin
- Lisa Henni (* 1982), Schauspielerin
- Alexander Edler (* 1986), Eishockeyspieler
- Calle Lindh (* 1990), Skirennläufer
- Zebastian Modin (* 1994), Para-Ski-nordisch-Sportler
- Rebecca Netzler (* 1995), Seglerin
- Martin Ponsiluoma (* 1995), Biathlet
- Anna-Karin Heijdenberg (* 2000), Biathletin
- Anton Ivarsson (* 2001), Biathlet